# A muso duro - Campioni di vita
A muso duro - Campioni di vita è un film per la televisione del 2022 diretto da Marco Pontecorvo e ispirato alla storia vera di Antonio Maglio, medico e dirigente INAIL che dedicò la sua vita al pieno recupero sociale delle persone disabili, e che nella Roma del 1960 organizzò i primi Giochi Paralimpici della storia, per i quali furono utilizzati gli impianti sportivi della XVII Olimpiade appena conclusa.

## Trama
Roma, 1957. Antonio Maglio, mentre sta accompagnando alla stazione la sua vicina di casa Stella, si trova a dover soccorrere un ragazzo, Michele, che ha avuto un incidente sul lavoro. 
Il dottore prende a cuore il caso di Michele che non può più tornare a camminare e, su suggerimento di Stella, in pochi mesi trasforma una vecchia clinica ostetrica di Ostia in un centro per persone disabili. Maglio, tra mille difficoltà e ostacoli, riuscirà a dare una speranza ai ragazzi e alle ragazze che ha accolto a Villa Marina e avrà la brillante idea di organizzare a Roma i primi Giochi Paralimpici della storia.

## Produzione
Al film ha visto anche la collaborazione attoriale di 6 atleti paralimpici, tra cui Eleonora Sarti. 

## Distribuzione
"A muso duro" è andato in onda per la prima volta lunedì 16 maggio 2022 alle 21:25 su Rai 1. Attualmente è disponibile su Raiplay.

## Accoglienza
Il film è stato trasmesso in prima visione su Rai 1 lunedì 16 maggio 2022, registrando una media di 4 190 000 telespettatori pari al 21,9% di share.

Nella sua recensione pubblicata su Abilitychannel.tv, l'ex campionessa di atletica paralimpica Martina Caironi ha scritto che:
Sono film come questo che fanno riflettere il grande pubblico sui passi che sono stati fatti finora. Credo che dovrebbero trasmetterlo nelle scuole per non dimenticare la storia che ci ha preceduti, perché se oggi troviamo i campioni paralimpici in tv, se ci chiedono gli autografi per strada o se veniamo ingaggiati per delle gare è anche grazie a chi per primo ha voluto credere nelle persone.
In merito alla pellicola, la vedova di Antonio Maglio, Maria Stella Calà Maglio, in un'intervista ha dichiarato che:
Ho visto in anteprima la fiction, sono rimasta colpita, ma ho metabolizzato i sentimenti che mi hanno procurato vedere quelle immagini, effettivamente antesignane. Non mi riferisco all’opera in sé, ma alla missione di Antonio Maglio: più vado avanti, più mi rendo conto di quanto lui ha fatto non solo per la cura e la riabilitazione del medulloleso, ma per il recupero della persona. Lui ha sempre considerato le persone con disabilità come persone nella società, con pari diritti: loro potevano fare tutto, compatibilmente con la disabilità avuta. In questo, lui è riuscito nel progetto.